# Apacze

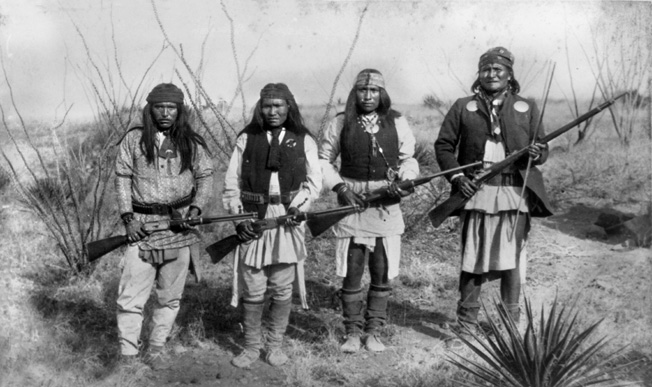
Geronimo (po prawej) i jego wojownicy

Apacze (N’de lub Dine’é – „ludzie”) – zespół grup etnicznych Indian Ameryki Północnej, spokrewnionych prawdopodobnie z Atabaskami, zamieszkujący głównie stan Nowy Meksyk.
Nazwa Apacze obejmuje wiele grup mówiących dialektami południowo-atabaskańskimi, spośród których najbardziej znanymi były Mescalero, Jicarilla, Chiricahua i tzw. Apacze-Kiowa (właściwie Naishadena, żyjący w ścisłych związkach z plemieniem Kiowa z kaddoańskiej grupy językowej, inaczej Apacze Preriowi). Najdalej wysuniętych na zachód określa się Western Apaczami (społeczności znane pod nazwą San Carlos, White Mountains i Tonto). W zachodnim Teksasie mieszkali Apacze Lipan, którzy po walkach z Meksykiem i z napierającymi na nich osadnikami amerykańskimi zostali wyparci do Nowego Meksyku.
Znamienny był ich styl osiedlania. Kiedy budowali wickiup, zazwyczaj ustawiali je w centrum obozowiska i przeznaczali dla kobiet, dzieci i starców. Wojownicy swoje szałasy stawiali wokół obozu, tworząc niejako „mur obronny” dla całej społeczności. Apacze przez dziesięciolecia stawiali zbrojny opór białym kolonistom, najsławniejszy wódz Geronimo poddał się w 1886 roku. Jednak do wczesnych lat 20. XX wieku zdarzały się przypadki zbrojnego oporu wobec kolonizacji prowadzonej przez Stany Zjednoczone, a następnie Meksyk.

## Historia
Pochodzący z dalekiej północy kontynentu, a następnie wędrujący po Wielkich Równinach na południe Apacze przybyli na Południowy Zachód ok. roku 1500 i – inaczej niż pokrewni im Nawahowie – pozostali ludem nomadów. Sami Apacze – jak większość Indian – wierzą, że na tych terenach byli od zawsze. Ich legenda stworzenia głosi, że Wielki Stwórca Ulzen (lub Usen) wysłał na Ziemię Ga’an (Tańczącego Kruka lub Ducha Gór) jako przewodnika i nauczyciela ludzi, którzy te ziemie zamieszkiwali.
Zajmowali się wówczas łowiectwem (w tym polowaniami na bizony) i prymitywnym rolnictwem, ale stali się znani przede wszystkim jako wojownicy. Nazwa Apache pochodzi z języka Zuni i znaczy wrogowie lub waleczni ludzie. Zła reputacja Apaczów uwieczniona została w świecie poprzez nazwanie ich mianem paryskich rzezimieszków (apasze).

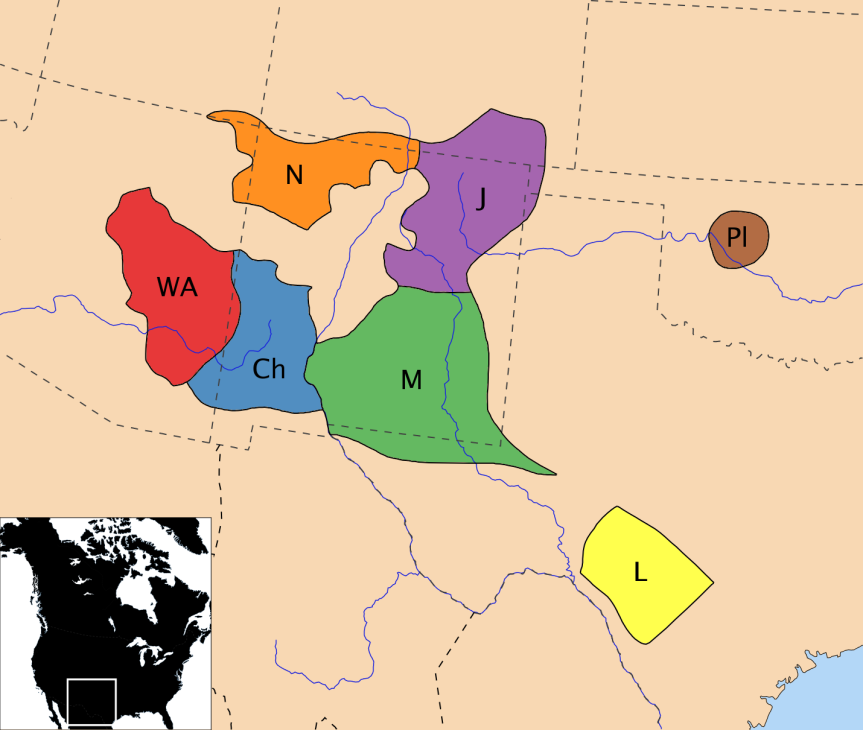
Apacze i Nawahowie ok. XVIII w.: Ch – Chiricahua, J – Jicarilla, L – Lipan, M – Mescalero, N – Nawahowie, Pl – Kiowa-Apacze, WA – Apacze Zachodni

Apacze zorganizowani byli w samodzielne ekonomicznie matrylinearne grupy. Po rozpoczęciu kolonizacji Ameryki przez Europejczyków wyróżnili się walkami najpierw z Hiszpanami, a następnie z Meksykanami i Amerykanami. Kulminacja walk przypadła na lata przymusowych wysiedleń (1848–1886), kiedy wodzami byli Cochise i Geronimo. Wojny Apaczów z białymi i okres koczowniczego trybu życia plemienia skończyły się z chwilą poddania się Geronima (1886). Rozpoczął się trudny okres adaptacji do nowych warunków życia w rezerwatach, dezintegracji tradycyjnych struktur i asymilacji.
Apacze, pomimo poddania się Geronima, nie całkiem pogodzili się z rządami białych. Do ostatniej potyczki z kolonialistami doszło w 1924 roku w Arizonie.

## Współczesność
Obecnie większość Apaczów z 9 grup (w tym z najliczniejszych: White Mountain Apache i San Carlos Apache) zamieszkuje rezerwaty i ich okolice w stanach Arizona, Nowy Meksyk i Oklahoma. Podobnie jak wszyscy tubylczy Amerykanie uczestniczą w pełni w życiu społecznym kraju, pamiętając także o własnej odrębności i korzeniach.
Współcześnie warunki życia Apaczów ulegają stopniowej poprawie, chociaż nadal borykają się z licznymi problemami społecznymi i kulturowymi. Poszczególne plemiona posiadają własne władze samorządowe (rady plemienne), dbają o tradycyjną kulturę i bogactwa naturalne (por. San Francisco Peaks), wykorzystując je także do prowadzenia własnej działalności gospodarczej. Np. Jicarilla Apache’s Fish and Wildlife Management Program to jeden z najlepszych w kraju programów ochrony zwierzyny oraz organizacji polowań i połowów ryb, z którego co roku korzysta wielu Amerykanów. Plemię Apaczów Mescalero jest właścicielem dużej stacji narciarskiej, a Apacze San Carlos organizują komercyjne wyprawy łowieckie i wędkarskie.

## Liczebność
Według danych U.S. Census Bureau, podczas spisu powszechnego w 2000 roku 57 060 obywateli USA zadeklarowało, że jest pochodzenia wyłącznie Apache, zaś 96 833 – wyłącznie lub między innymi Apache. Ponadto w sumie ok. 500 określiło się jako wyłącznie Choctaw-Apache lub wyłącznie Mohave-Apache.

## Sławne postacie
- Geronimo – Apacz Bedonkohe, przywódca ostatnich zbuntowanych Chiricahuów z XIX w.
- Cochise – wódz Apaczów Chiricahua (Apacze Chokonen) z XIX w.
- Mangas Coloradas – wódz z XIX w.
- Loco (Jlin-tay-i-tith, 1823-1905) - wódz wschodniego odłamu Apaczów Chiricahua, zwanych Chihenne (Apacze Gorących Źródeł), zagorzały orędownik pokoju.
- Raoul Trujillo – współczesny aktor i tancerz
- Winnetou – postać fikcyjna, bohater książek Karola Maya i późniejszych filmów